# خاوی هرناندز (بازیکن فوتبال، زاده ۲۰۰۰)
خاوی هرناندز (انگلیسی: Javi Hernández؛ زادهٔ ۱۴ سپتامبر ۲۰۰۰) بازیکن فوتبال است.